# Quarterly Journal of Mathematics
Das Quarterly Journal of Mathematics (nach ISO 4 abgekürzt Q. J. Math.) ist eine mathematische Fachzeitschrift, die von Oxford University Press herausgegeben wird.
Sie entstand 1930 aus den Vorgängern The Quarterly Journal of Pure and Applied Mathematics und Messenger of Mathematics.